# NGC 2538
NGC 2538 (другие обозначения — UGC 4266, MCG 1-21-19, ZWG 31.67, IRAS08087+0347, PGC 22962) — спиральная галактика с перемычкой (SBa) в созвездии Малого Пса. Открыта Эдуардом Стефаном в 1877 году.
Этот объект входит в число перечисленных в оригинальной редакции «Нового общего каталога».